# Cabarrus County
Cabarrus County ist ein County im Bundesstaat North Carolina der Vereinigten Staaten. Der Verwaltungssitz (County Seat) ist Concord.

## Geographie
Das County liegt westlich des geographischen Zentrums von North Carolina, ist im Südwesten etwa 40 km von South Carolina entfernt und hat eine Fläche von 945 Quadratkilometern, wovon 2 Quadratkilometer Wasserfläche sind. Es grenzt im Uhrzeigersinn an folgende Countys: Rowan County, Stanly County, Union County, Mecklenburg County und Iredell County.
Cabarrus County ist in 12 Townships aufgeteilt, die nummeriert sind: 1 (Harrisburg), 2 (Poplar Tent), 3 (Odell), 4 (Kannapolis), 5 (New Gilead), 6 (Rimertown), 7 (Gold Hill), 8 (Mount Pleasant), 9 (Georgeville), 10 (Midland), 11 (Central Cabarrus) und 12 (Concord).

## Geschichte
Cabarrus County wurde 1792 aus Teilen des Mecklenburg County gebildet. Benannt wurde es nach Stephen Cabarrus, einem Regierungsmitglied. 1799 wurde hier in der Umgebung Gold gefunden, was den North Carolina Goldrausch auslöste.

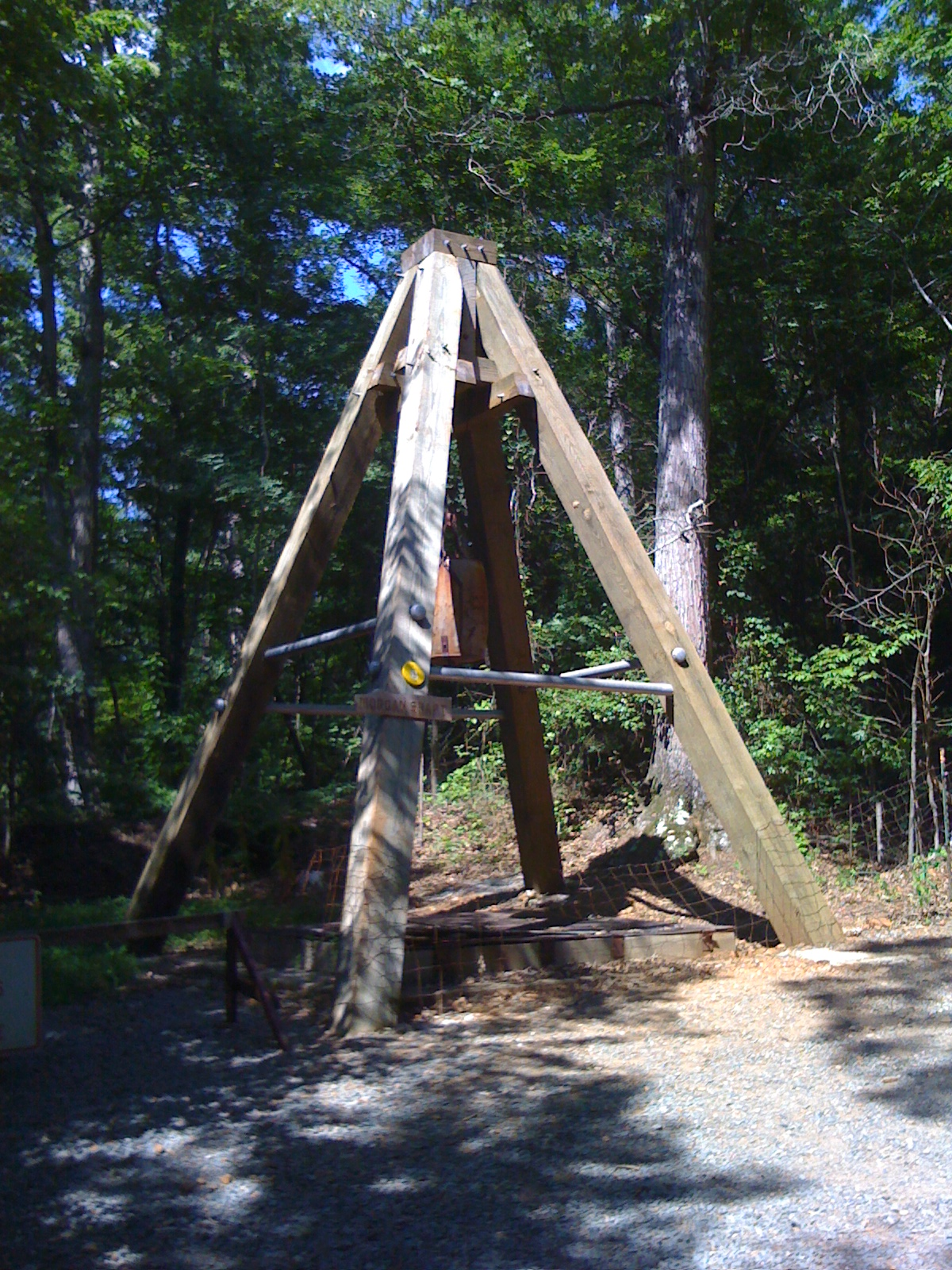
Reed Gold Mine (2010)

Im County liegt eine National Historic Landmark, die Reed Gold Mine. 27 Bauwerke und Stätten des Countys sind insgesamt im National Register of Historic Places eingetragen (Stand 23. Februar 2018).

## Demografische Daten
Nach der Volkszählung im Jahr 2000 lebten im Cabarrus County 131.063 Menschen in 49.519 Haushalten und 36.545 Familien. Die Bevölkerungsdichte betrug 139 Einwohner pro Quadratkilometer. Ethnisch betrachtet setzte sich die Bevölkerung zusammen aus 83,26 Prozent Weißen, 12,18 Prozent Afroamerikanern, 0,34 Prozent amerikanischen Ureinwohnern, 0,91 Prozent Asiaten, 0,02 Prozent Bewohnern aus dem pazifischen Inselraum und 2,30 Prozent aus anderen ethnischen Gruppen; 0,99 Prozent stammten von zwei oder mehr Ethnien ab. 5,05 Prozent der Bevölkerung waren spanischer oder lateinamerikanischer Abstammung.
Von den 49.519 Haushalten hatten 34,9 Prozent Kinder unter 18 Jahren, die bei ihnen lebten. 59,2 Prozent davon waren verheiratete, zusammenlebende Paare, 10,5 Prozent waren allein erziehende Mütter und 26,2 Prozent waren keine Familien. 21,8 Prozent waren Singlehaushalte und in 8,0 Prozent lebten Menschen mit 65 Jahren oder älter. Die Durchschnittshaushaltsgröße betrug 2,60 und die durchschnittliche Familiengröße war 3,03 Personen.
25,8 Prozent der Bevölkerung waren unter 18 Jahre alt. 8,1 Prozent zwischen 18 und 24 Jahre, 32,5 Prozent zwischen 25 und 44 Jahre, 22,1 Prozent zwischen 45 und 64, und 11,6 Prozent waren 86 Jahre alt oder älter. Das Durchschnittsalter betrug 35 Jahre. Auf alle weibliche Personen kamen 97,0 männliche Personen. Auf alle Frauen im Alter von 18 Jahren oder darüber kamen 94,1 Männer.
Das jährliche Durchschnittseinkommen eines Haushalts betrug 46.140 $ und das jährliche Durchschnittseinkommen einer Familie betrug 53.692 $. Männer hatten ein durchschnittliches Einkommen von 36.714 $ gegenüber den Frauen mit 26.010 $. Das Prokopfeinkommen betrug 21.121 $. 7,1 Prozent der Bevölkerung und 4,8 Prozent der Familien lebten unterhalb der Armutsgrenze. 8,3 Prozent von ihnen sind Kinder und Jugendliche unter 18 Jahre und 9,6 Prozent sind 65 Jahre oder älter.